# Ciclopropanolo
Il ciclopropanolo è un alcol secondario alchilico a struttura ciclica di formula C3H5-OH.

## Sintesi
Il ciclopropano può essere ottenuto facendo reagire bromuro di etilmagnesio (un composto di Grignard) con epicloridrina. Il composto non viene ottenuto puro ma in miscela con altre sostanze derivate dalla reazione.

## Reattività
La molecola è altamente instabile a causa della struttura del ciclo a tre termini ed è quindi suscettibile a reazioni che prevedono l'apertura dell'anello. In particolare il composto può andare incontro ad una reazione di riarrangiamento che comporta la rottura dell'anello e la formazione del propanale, isomero strutturale del ciclopropano.